# Kurt Bender
Kurt Bender (* 3. Mai 1885 in Mannheim; † 15. Mai 1960) war ein deutscher Manager.

## Werdegang
Bender war Vorsitzender der Vereinigten Korkindustrie AG Mannheim (VKI) sowie der Suberit-Fabrik AG.

## Ehrungen
- 1953: Großes Verdienstkreuz der Bundesrepublik Deutschland